# Туристи (филм из 2006)
Туристи (порт. Turistas), у Уједињеном Краљевству и Ирској познатији као Изгубљени рај (порт. Paradise Lost), амерички је хорор филм из 2006. године, редитеља Џона Стоквела, са Џошом Думелом, Мелисом Џорџ, Оливијом Вајлд, Бо Гарет, Дезмондом Ескјуом и Максом Брауном у главним улогама. Радња прати групу туриста у Бразилу, који постају жртве ланца за трговину људским органима.
Ово је био први амерички филм који је сниман искључиво у Бразилу. Премијерно је приказан 1. децембра 2006, у дистрибуцији студија Твентит сенчури фокс. Добио је претежно негативне оцене критичара и на сајту Ротен томејтоуз оцењен је са 18%. Многи су га поредили са Слагалицом страве (2004) и Хостелом (2005), који су били популарни у то време.

## Радња
Троје младих Туриста, Алекс, његова сестра Беј и њена другарица Ејми, одлазе на путовање у Бразил. Након што им се аутобус поквари, њих троје , заједно са два Британца, одлазе у рурално насеље где постају жртве ланца трговине људским органима.

## Улоге
| Глумац        | Улога  |
| ------------- | ------ |
| Џош Думел     | Алекс  |
| Мелиса Џорџ   | Пру    |
| Оливија Вајлд | Беј    |
| Бо Гарет      | Ејми   |
| Аглес Стајб   | Кико   |
| Дезмонд Ескју | Фин    |
| Макс Браун    | Лијам  |
| Мигел Лунарди | Замора |
| Густав Рот    | Свенд  |
| Олга Дијегес  | Аника  |
| Луси Рамос    | Аролеа |